# Faisà fumat

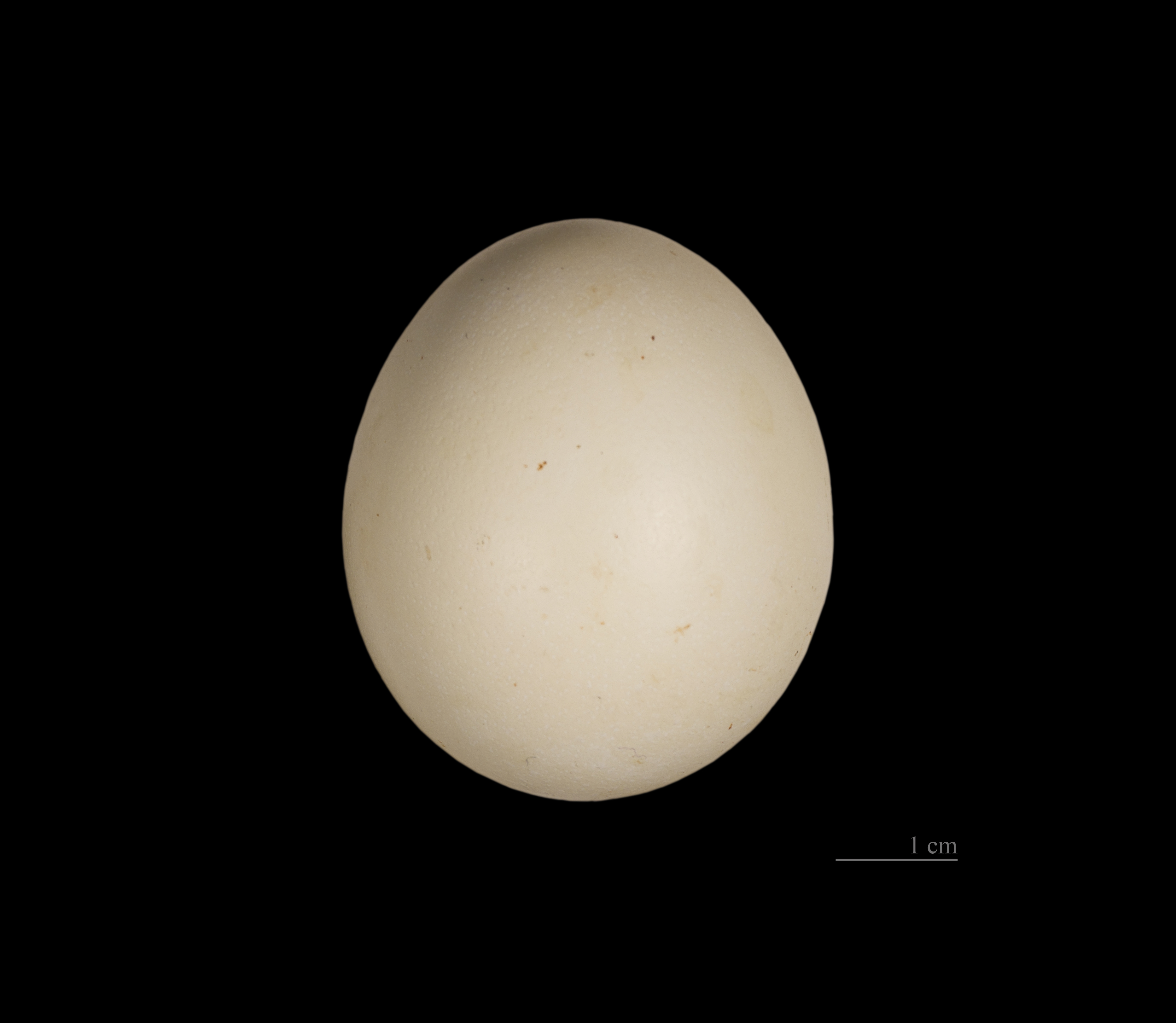
Lophura diardi

El faisà fumat (Lophura diardi) és una espècie d'ocell de la família dels fasiànids (Phasianidae), que habita la selva i zones de vegetació densa a Tailàndia i Indoxina, exceptuant el nord del Vietnam.